# زاوودسکویه (سرزمین آلتای)
زاوودسکویه (روسی: Заводско́е) یک منطقهٔ مسکونی در روسیه است که در سرزمین آلتای واقع شده‌است.